# Vellage (Naturschutzgebiet)
Vellage ist ein Naturschutzgebiet in der niedersächsischen Stadt Weener im Landkreis Leer.
Das Naturschutzgebiet mit dem Kennzeichen NSG WE 302 ist circa 8,4 Hektar groß. Es ist Bestandteil des FFH-Gebietes „Ems“. Das Naturschutzgebiet grenzt im Süden an das Naturschutzgebiet „Emsauen zwischen Herbrum und Vellage“, von dem es durch den Emsdeich getrennt ist. Das Gebiet steht seit dem 16. Juni 2018 unter Naturschutz. Zuständige untere Naturschutzbehörde ist der Landkreis Leer.
Das aus zwei Teilflächen bestehende Naturschutzgebiet liegt nordwestlich von Papenburg. Es stellt drei binnendeichs liegende Kleingewässer mit den sie umgebenden Bereichen unter Schutz. Die Gewässer sind von überwiegend aus Schwarzerlen und Weiden gebildeten Gehölzen umgeben. In der westlichen Teilfläche stockt ein an den Vellager Kolk angrenzender, teilweise sumpfiger Wald mit Schwarzerle, Esche und verschiedenen Weiden. Die Gehölze verfügen über einen hohen Anteil an Alt- und Totholz. In der westlichen der beiden Teilflächen befindet sich zwischen dem Vellager und dem Salzinger Kolk sowie am Emsdeich extensiv genutztes Grünland.
In den beiden älteren, vermutlich durch Bodenabbau entstandenen Teichen, dem Vellager Kolk in der westlichen und dem Kleingewässer in der östlichen Teilfläche, siedeln Laichkräuter und Froschbiss. Ufer- und Verlandungsbereiche werden u. a. von Kalmus, Schwanenblume, Sumpfdotterblume, Sumpfschwertlilie und Sumpfcalla eingenommen. Der Salzinger Kolk ist in den 1970er-Jahren durch Bodenabbau entstanden. Er weist steile Uferböschungen auf.
Die Gewässer sind Lebensraum von Karausche, Rotfeder und Schlammpeitzger. Weiterhin kommen Große Teichmuschel und verschiedener Libellen, darunter die Glänzende Smaragdlibelle vor. Die Gewässer sind auch Lebensraum von Pfeif- und Reiherente sowie Eisvogel. Die Gehölze im Naturschutzgebiet bieten z. B. Bunt- und Grünspecht, Haussperling, Star, Kuckuck und Mäusebussard einen geeigneten Lebensraum.